# إيه. فيولا نيبليت
إيه. فيولا نيبليت (5 مارس 1842- 30 أبريل 1897) ناشطة أمريكية في حركة الاعتدال ومنادية بحق المرأة في الاقتراع، ورائدة في مجال حقوق المرأة. كانت عاملة لا تعرف الكلل من أجل حركة الاعتدال في غرينفيل، ساوث كارولينا، وكانت أول امرأة في ولايتها تعلن تأييدها دون تحفظ لحق المرأة في التصويت من خلال توقيعها في الصحف العامة. كانت مشاركة بارزة في المؤتمر السنوي لهذه الجمعية في أتلانتا في عام 1895، وأمضت لاحقًا شهورًا في العاصمة واشنطن في محاولة لتأمين منح المرأة حق التصويت بموجب الدستور الجديد لولاية ساوث كارولينا. في أيامها الأخيرة، نظمت وصية للجمعية الوطنية الأمريكية لحق المرأة في التصويت. في بلدتها، أسست وقدمت مكتبة نيبليت الحرة، وأصبح منزلها أول مكتبة في غرينفيل.

## السنوات الأولى
ولدت فيولا رايت، واسمها الأول آن أو أديلايد، في هامبورغ، مقاطعة أيكن، ساوث كارولينا، في 5 مارس 1842. عاد والداها إلى منزلهما في أوغوستا، جورجيا، بعد ستة أشهر من ولادتها. توفي والدها، أدريان رايت، قبل أن تبلغ فيولا الثامنة من عمرها. تنحدر من نسل عائلتين قديمتين في فرجينيا هما عائلة ليغونز، من مقاطعة أميليا في فيرجينيا وعائلة كريستيانز، من شبه جزيرة فيرجينيا، الذين كانوا في الأصل من جزيرة وايت. كان جدها الأكبر لأمها نقيبًا في الحرب الثورية وخدم بدرجة امتياز. كانت جدتها زوجة واعظة ميثودية وقائدة صف وقارئة للكتاب المقدس.
عاشت نيبليت صبوتها وأنوثتها المبكرة في منزل هادئ في أوغوستا. أدى إلغاء العبودية وتنفيذه في ختام الحرب الأهلية إلى جعلها مع جدتها وأمها في حالة فقر، ولكن لولا مساعدة عبد سابق كانوا سيعانون من أجل الحصول على الطعام في عام 1865.